# ドゥルシアン

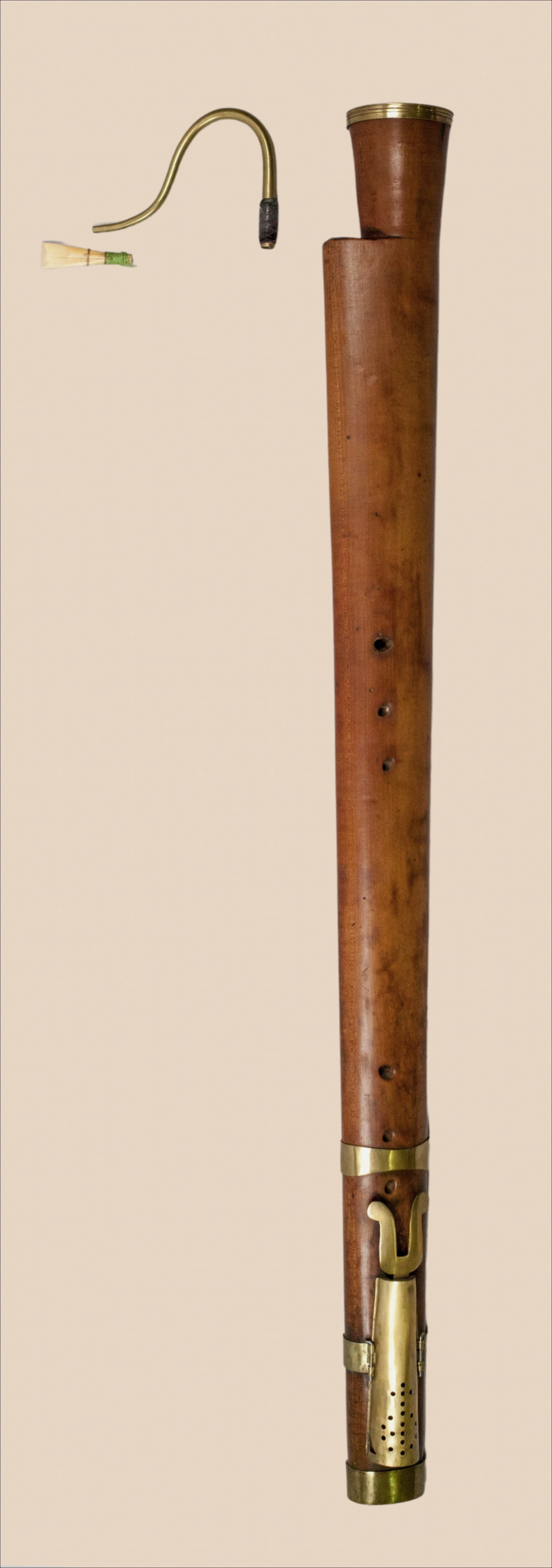
1700年製ドゥルシアン。音楽博物館（バルセロナ）所蔵。

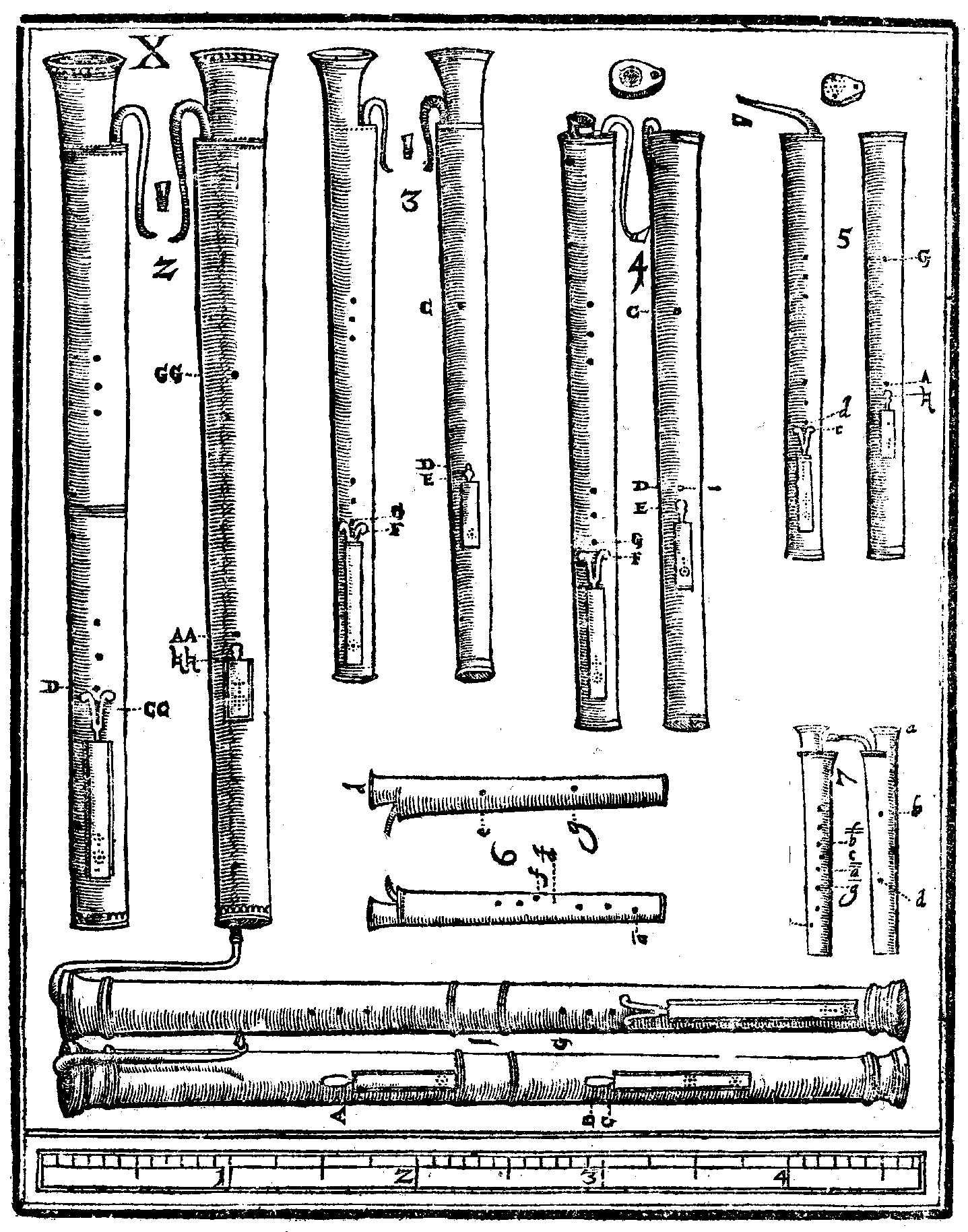
Dulcians in Theatrum Instrumentorum (ミヒャエル・プレトリウス、1620年)

ドゥルシアンはルネサンス時代の木管楽器。ダブルリード（複簧）式の管楽器である。英語では"curtal"（カータル）とも言い、ドイツ語では"Dulzian"（ドゥルツィアーン）、スペイン語では"bajón"（バホン）、フランス語では"douçaine"（ドゥセーヌ）、オランダ語では"dulciaan"（デュルシアーン）、イタリア語では"dulciana"（ドゥルチャーナ）と呼ばれる。
ファゴットの前身とされる楽器で、1550年から1700年の間に栄えており、それより前に発明されたと考えられる。 この期間の後もファゴットと共存し、20世紀初頭までスペインで使用され続けられたが、その後バロックファゴットに取って代わられた。 北ヨーロッパから西ヨーロッパで世俗音楽と教会音楽の両方で使用され、新世界でも同じように使用された。

## 構造
ドゥルシアンは、一般的にはカエデの単一片から作られており、最初に穴を開けられ、その後外部を成形する。 リードはボーカル（bocal）と呼ばれる曲がった金属製の吹き口に取り付けられ、上部の小さな穴に挿入される。 ファゴットとは異なり、通常は裾が広がったベルを持ち、これは木材の別部材から作られていることもある。このベルはミュート可能な場合があり、ミュートは着脱可能か、または内蔵されている。楽器の外側はツィンクのように革で覆うことができる。
バス（F管）が最も一般的なサイズであるが、他に多くのサイズがあり、テノール（C管）、アルト（F管またはG管）ソプラノ（C管）といったものがある。また、クォートバス（C管）やコントラバス（F管）もある。各楽器の音域は、対応する音を中心に2オクターブ半である。例えば、バスは中央ハから2オクターブ下の音（C2）から中央ハの上にあるトまでである。

## 進化

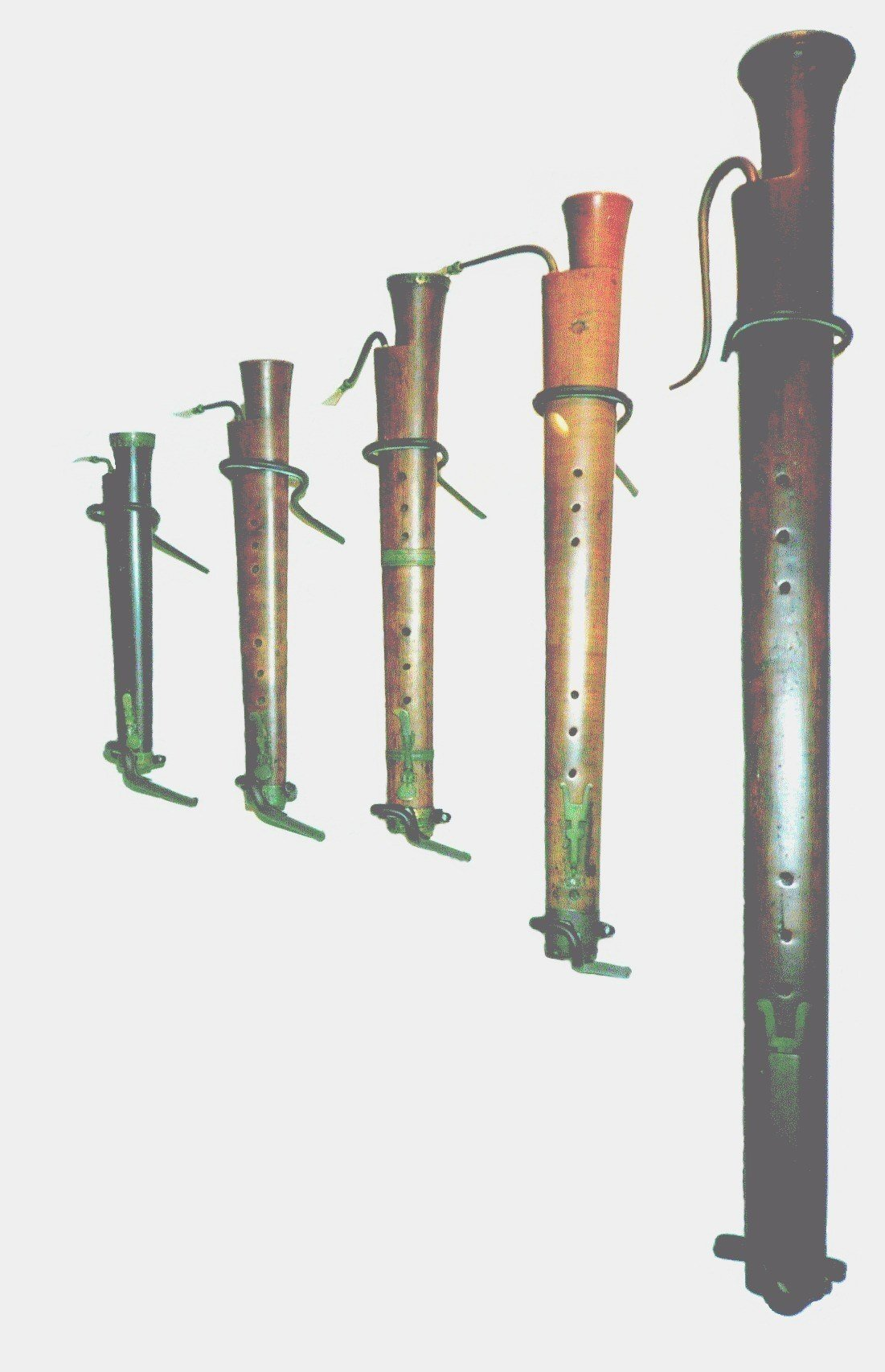
ソプラノ、アルト、アルト、テノール、バスドゥルシアン。（ブリュッセルコレクションより）

ドゥルシアンのリードは完全に露出しており、プレーヤーはアンブシュアによって音やイントネーションを制御することができる。ドゥルシアンが登場した初期のころは、ダブルリード楽器はクルムホルンやバグパイプのように2つのリードが完全に密閉されているか、ショームの「ピルエット」と呼ばれるマウスピースのように一部が覆われていた。ドゥルシアンは、その扱いやすいサイズのため、ショームを置き換えると主張されたが、バス・ショームが登場し、バス・ドゥルシアンと同時期に共存していた。この楽器は16世紀中頃には幅広い用途があったと見られる。様々なサイズのセットがブリュッセルに残されており、これらは「メルチョール」のメーカーのマークがあり、スペインで作られたと考えられている。他のよく知られている例としてはリンツのものがあり、これは革のカバーが掛けられ内蔵のミュートがある。現在一般的にコピーされる例は、ニュルンベルクの楽器製作者ヨハン・クリストフ・デンナー（クラリネットの発明者）が1700年頃に作成したもので、これも内蔵ミュートがある。リンツのものの現代のコピーは、デンナーが作成したもののコピーより滑らかな音を持ち、簡単に高音を出せる。

## 機能およびレパートリー
ドゥルシアンは柔軟な楽器で、屋外のバンドで演奏するのに十分な大音量を出せ、室内楽で演奏するのに十分に静かで、合唱団に参加できるのに十分な表現力を持つ。 その用途は広く、ショームと舞曲を演奏したり、都市の夜警のサックバット（トロンボーン）代わりに使われたり、室内楽や、ヴェネツィアやドイツではジョヴァンニ・ガブリエーリやハインリッヒ・シュッツといった作曲家によって、コーリ・スペッツァーティのレパートリーに使われた。 ダリオ・カステッロのソナタでは明示的ドゥルシアンのパートが加えられている。